# 228
Évszázadok: 2. század – 3. század – 4. század
Évtizedek: 170-es évek – 180-as évek – 190-es évek – 200-as évek – 210-es évek – 220-as évek – 230-as évek – 240-es évek – 250-es évek – 260-as évek – 270-es évek
Évek: 223 – 224 – 225 – 226 –  227 – 228 – 229 – 230 – 231 – 232 – 233

## Események

### Római Birodalom
- Quintus Aiacius Modestus Crescentianust és Marcus Pomponius Maecius Probust választják consulnak.

### Perzsia
- A szászánida I. Ardasír legyőzi az Észak-Mezopotámiába visszahúzódó utolsó pártus királyt, VI. Vologaészészt.

### Kína
- Csu-Ko Liang, Han Su állam kancellárja megszáll három határmenti veji kapitányságot, de aztán elővédje katasztrofális vereséget szenved a csietingi csatában és kénytelen feladni hadjáratát.
- Szun Csüan, Vu királya csapdát állít Cao Hsziu veji hadvezérnek és súlyos vereséget mér rá.

## Fordítás
- Ez a szócikk részben vagy egészben  a(z)   228 című angol Wikipédia-szócikk ezen változatának fordításán alapul.  Az eredeti cikk szerkesztőit annak laptörténete sorolja fel. Ez a jelzés csupán a megfogalmazás eredetét és a szerzői jogokat jelzi, nem szolgál a cikkben szereplő információk forrásmegjelöléseként.